# São Pedro da Afurada
São Pedro da Afurada ist ein Ort und eine ehemalige Gemeinde (Freguesia) im Nordwesten Portugals.
São Pedro da Afurada gehört zum Kreis Vila Nova de Gaia im Distrikt Porto. Die Gemeinde hatte eine Fläche von 1 km² und 3579 Einwohner (Stand 30. Juni 2011).
Am 29. September 2013 wurden die Gemeinden São Pedro da Afurada und Vila Nova de Gaia (Santa Marinha) zur neuen Gemeinde União das Freguesias de Santa Marinha e São Pedro da Afurada zusammengeschlossen.

## Söhne und Töchter
- Vítor Baía (* 1969), Fußballspieler, langjähriger Nationaltorwart